# Hexatoma cimicoides
Hexatoma cimicoides är en tvåvingeart som först beskrevs av Giovanni Antonio Scopoli 1763.  Hexatoma cimicoides ingår i släktet Hexatoma och familjen småharkrankar. Inga underarter finns listade i Catalogue of Life.